# Кобец, Василий Дмитриевич
Василий Дмитриевич Кобец (укр. Кобець Василь Дмитрович, 4 ноября 1943, Ильинецкий район, Винницкая область — 23 декабря 2020, Египет) — украинский советский писатель. Член Союза писателей Украины.

## Биография
В 1960 году окончил среднюю школу в селе Леухи.
Работал заведующим клубом в Старом Дашеве и Леухи. В 1962 году стал студентом Винницкого педагогического института, но после двух месяцев обучения был призван на службу в танковые войска. В 1972 году заочно окончил Львовский национальный университет имени Ивана Франко по специальности — журналист. Ещё будучи студентом работал в Самборе Львовской области в газете «Красное знамя», а с 1972 г.. — в газете «Трудовая слава» в Ильинцах Винницкой области и в областной газете «Винницкая правда».
С 1975 года — на творческой работе. Был командиром молодежного литературно-поискового десанта, который прошёл путями Николая Трублаини в Мурманск. Работал в студенческом отряде в Заполярье, в геологической экспедиции на Ямале, на строительстве Байкало-Амурской магистрали. В 1993—1994 гг. работал в Греции, где изучал историю античного мира, современную жизнь страны. Участник Международной встречи (1994) писателей государств Балтийского, Черного и Эгейского морей, делегат двух Всемирных форумов украинцев. Один из основателей Конгресса украинской интеллигенции Винницкой области и его председатель с 1996 года. В 2002—2005 гг. возглавлял Винницкую писательскую организацию. Был председателем областного литературно-художественного объединения имени Василия Стуса, главным редактором журнала «Собор». Основатель литературного и общественно-политической премии «Патриот Украины» имени Василия Стуса. Активно работал в Украинском казачестве, был исповедником и меценатом Украинской православной церкви Киевского патриархата. Один из инициаторов создания на Подолье памятников И. Огиенко в Брусилове, В. Стусу в Виннице, М. Стельмаха в Дяковцах, Е. Гуцало на Оративщини, кургана-стелы в честь В. Перепелюка в Вороновице.
Скоропостижно скончался от тромбоэмболии 17 декабря 2020 в Египте на трапе самолета, возвращаясь на Украину с отдыха. Похоронен 26 декабря 2020 на Центральном кладбище Винницы на Хмельницком шоссе.